# 卡拉亚什尼克农村居民点
卡拉亚什尼克农村居民点（俄语：Караяшниковское сельское поселение）是俄罗斯联邦沃罗涅日州奥利霍瓦特卡区所属的一个农村居民点。其下辖有11个居民点，行政中心为卡拉亚什尼克。据2016年统计，该农村居民点的人口为1932人。